# Francesca Balzani
Francesca Balzani, née à Gênes (Ligurie) le 31 octobre 1966, est une femme politique italienne.

## Biographie
Membre du Parti démocrate italien, Francesca Balzani est députée au Parlement européen depuis le 7 juin 2009. Elle y est affiliée au groupe Alliance progressiste des socialistes et des démocrates au Parlement européen.